# Гральний бізнес
Гра́льний бі́знес — діяльність, пов'язана із влаштуванням казино, інших гральних місць (домів), букмекерських контор, тоталізаторів, гральних автоматів за грошовим або майновим виграшем, проведенням лотерей (крім державних) та розіграшів з видачею грошових виграшів у готівковій формі — поза банківськими установами або у майновій формі на місці. Казино, інші гральні місця (дома) повинні займати окремі приміщення або будівлі та мати гральний зал для відвідувачів (крім гральних автоматів та більярдних столів).

## За країною

### Україна
15 травня 2009 року Верховна Рада України ухвалила Закон «Про Заборону грального бізнесу в Україні». У законі уточнюється термін гральний бізнес, до якого відносять діяльність з організації, проведення та поданням можливості доступу до азартних ігор у казино, на ігрових автоматах, комп'ютерних симуляторах, у букмекерських конторах, в інтерактивних закладах, в інтернет казино незалежно від місця розташування сервера.

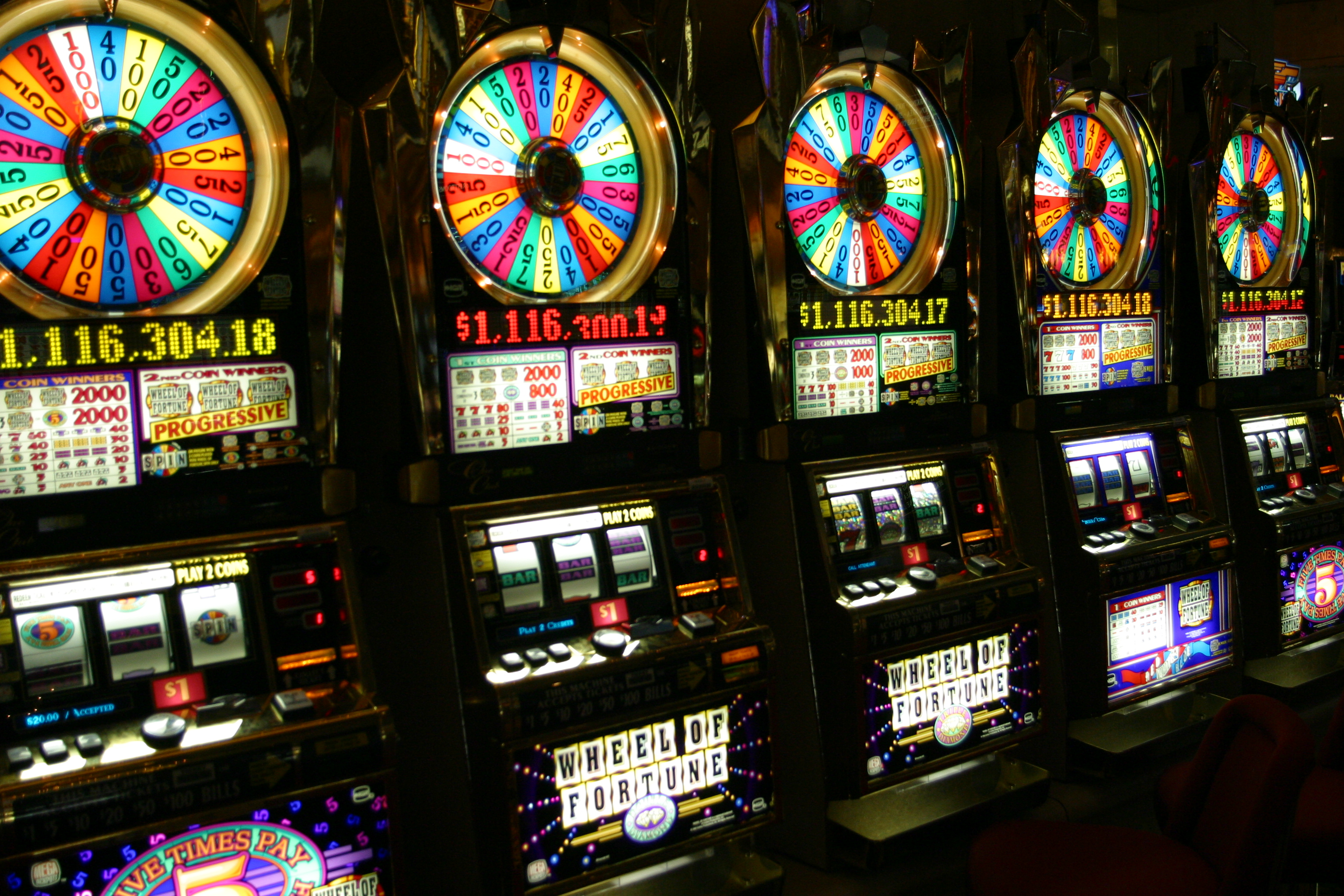
Ігрові автомати в Лас-Вегасі

У березні 2017 року, за результатами опитування, проведеного соціологічною групою Рейтинг, лише 17 % вважають, що заборона грального бізнесу виявився успішним, 71 % українців вважає, що він виявився швидше або повністю неуспішним.
З моменту набуття чинності закону про заборону, гральний бізнес в Україні не перестав існувати, на початок 2017 року в Україні склалася парадоксальна ситуація: юридично гральний бізнес в країні заборонений, але фактично, він процвітає у вигляді «Лото Маркет», залів «Національної Лотереї», «Інтернет-клубів» та «Інтернет-кафе» під прикриттям вищих посадових осіб правоохоронних органів.
З 14 липня 2020 року Верховна рада України ухвалила в другому читанні та у цілому закон про легалізацію грального бізнесу в Україні законопроєктом 2285-Д. Проведення азартних ігор дозволено за умови отримання ліцензії. Ліцензуванням та наглядом за цією сферою займається Комісія з регулювання азартних ігор та лотерей, створена 23 вересня 2020 року.
27 квітня 2024 року в Україні заблокували 2500 сайтів з азартними іграми та казино без ліцензій.
21 травня 2024 року Кабінет міністрів України вніс зміни до постанови «Деякі питання протидії негативним наслідкам функціонування азартних ігор в мережі Інтернет». Документом передбачена заборона в Україні реклами азартних ігор та букмекерських контор.

### Казахстан
З 2007 року по всьому Казахстану було закрито всі казино та ігрові автомати, виключення було зроблено для міст Капчагай і Щучинськ. 2008 року відкрилося перше легальне казино Казахстану в гральній зоні Капчагай.

### Мексика
Азартні ігри дозволені в Мексиці за умови отримання відповідного урядового дозволу на здійснення ігрової діяльності від компетентного органу Мексики.

### США
Правове регулювання грального бізнесу завжди входило і входить в компетенцію влади штату, федеральна влада, як правило, цьому не перешкоджає. Про це, зокрема, говорить глава 15 (параграф 3001) Зводу законів Сполучених Штатів Америки, згідно з якою питання визначення видів азартних ігор, організація та проведення яких допускається в межах штатів, а також вік учасників азартних ігор знаходиться у веденні штатів. Федеральна влада в регулювання грального бізнесу втручалися всього кілька разів.
1951 року в країні приймається закон «Про транспортування ігрових пристроїв», 1961 року — закон «Про подорожі», 1970 року — закон «Про незаконний гральний бізнес» та 2000 року — закон «Про кінні перегони». Так, наприклад, відповідно до закону «Про транспортування ігрових пристроїв» (закон Джонсона) забороняється переміщення ігрових автоматів між штатами, в яких вони знаходяться під забороною. Крім цього закон передбачає проходження процедури реєстрації всіх компаній виробників і продавців грального обладнання, що здійснюють свою діяльність на території Сполучених Штатів Америки в міністерстві юстиції США.
У деяких штатах гральною діяльністю можуть займатися лише представники корінного населення Америки — індіанці. Казино в індіанських резерваціях починають з'являтися з 1989 рокув, після того, як 17 жовтня 1988 року Конгрес США прийняв закон про регулювання гральної діяльності індіанських племен, що встановив мінімальні обмеження на зайняття гральним бізнесом.
Казино легально діють в штаті Невада (у всіх населених пунктах, включаючи Лас-Вегас, Ріно і Карсон-Сіті), а також в Атлантік-Сіті (Нью-Джерсі) і в штаті Арканзас. [5] Крім цього, на всій території країни працюють гральні заклади в індіанських резерваціях (більше 300 казино), що, однак, має і негативні наслідки. Частина плавучих казино розташована по річці Міссісіпі і її притоках, з великих морських портів постійно ходять круїзні лайнери з казино на борту.
До 1994 року практично всі штати легалізували ті чи інші форми азартних ігор. Казино, як і інший гральний бізнес, повністю заборонений лише в Юті та на Гаваях.

### Австралія
У 1956 році було легалізовано ігрові автомати, що призвело до стрімкого зростання популярності цього виду розваг. Пізніше, у 1973 році, було відкрито перше легальне казино в Тасманії, поклавши початок ері закладів казино в країні. З того часу індустрія азартних ігор в Австралії продовжувала розвиватися, включаючи введення онлайн-ігор та ставок, що зробило гральний бізнес однією з ключових складових економіки країни. Почати грати в азартні ігри можна з 18 років. Наразі онлайн-казино є нелегальними та забороненими в той час, як ставки на спорт, лотерея, наземні казино є легальними.

### Росія
У Росії в першу половину 2000-х років спостерігався справжній бум грального бізнесу — в країні функціонувало близько тисячі казино. Проте 20 грудня 2006 року в Росії був прийнятий Федеральний Закон № 244 про регулювання грального бізнесу, згідно з яким всі заклади, що надають сервіс азартних ігор (крім лотерейних і букмекерських контор), повинні були бути винесені з міст в чотири спеціальні гральні зони: Янтарна (Калінінградська область), Сибірська Монета (Алтайський край), Примор'я (Приморський край) і Азов-Сіті (Краснодарський край, Ростовська область).
Оскільки з 1 липня 2009 року Федеральний Закон РФ № 244 повністю набрав чинності, казино не змогли легально існувати ніде в Росії, крім гральних зон. На момент закриття грального бізнесу в Москві працювало 33 казино.

#### Нелегальні казино
З 1 липня 2009 року у РФ у всіх регіонах, включаючи Москву і Санкт-Петербург, частина казино повністю перейшла на нелегальне становище. У деяких регіонах були випадки відкриття нових підпільних казино.
На практиці це не призвело до їх закриття, а лише змусило перейти казино в тінь і використовувати протекцію впливових силових структур, яким платяться кошти за прикриття.

### Кенія
З 1990-х років почалася епоха швидкого розвитку грального бізнесу в Кенії, зумовлена поширенням Інтернету та мобільних телефонів. Це відкрило двері для онлайн-ставок і віртуальних казино, що швидко завоювали популярність серед місцевого населення. Поширення онлайн ігор відбулося також внаслідок поширення мобільної платіжної системи M-Pesa. Уряд Кенії активно регулює цю сферу, намагаючись балансувати між доходами від грального бізнесу та необхідністю захисту вразливих груп населення від негативного впливу азартних ігор. Кенійський регулятор — Betting Control and Licensing Board (BCLB).